# Дікінсон (округ, Канзас)
Шаблон:StateAbbr_ 38°53′00″ пн. ш. 97°10′00″ зх. д. / 38.8833° пн. ш. 97.1667° зх. д.
Округ Ді́кінсон (англ. Dickinson County) — округ (графство) у штаті Канзас, США. Ідентифікатор округу 20041.

## Історія
Округ утворений 1857 року.

## Демографія
За даними перепису
2000 року
загальне населення округу становило 19344 осіб, зокрема міського населення було 6699, а сільського — 12645.
Серед мешканців округу чоловіків було 9430, а жінок — 9914. В окрузі було 7903 домогосподарства, 5424 родин, які мешкали в 8686 будинках.
Середній розмір родини становив 2,94.
Віковий розподіл населення поданий у таблиці:
| Стать    | До 15 років | 15-21 | 22-29 | 30-39 | 40-49 | 50-65 | 65-85 | Понад 85 |
| -------- | ----------- | ----- | ----- | ----- | ----- | ----- | ----- | -------- |
| Чоловіки | 2046        | 913   | 712   | 1253  | 1537  | 1509  | 1294  | 166      |
| Жінки    | 1932        | 830   | 689   | 1311  | 1461  | 1552  | 1714  | 425      |

## Суміжні округи
- Клей — північ
- Гірі — схід
- Морріс — південний схід
- Меріон — південь
- Макферсон — південний захід
- Салін — захід
- Оттава — північний захід

## Виноски
1. ↑  U.S. Decennial Census. United States Census Bureau. Архів оригіналу за 26 квітня 2015. Процитовано 24 липня 2014.
2. ↑  Historical Census Browser. University of Virginia Library. Архів оригіналу за 11 серпня 2012. Процитовано 24 липня 2014.
3. ↑  Population of Counties by Decennial Census: 1900 to 1990. United States Census Bureau. Архів оригіналу за 5 червня 2019. Процитовано 24 липня 2014.
4. ↑  Census 2000 PHC-T-4. Ranking Tables for Counties: 1990 and 2000 (PDF). United States Census Bureau. Архів оригіналу (PDF) за 18 грудня 2014. Процитовано 24 липня 2014.
5. ↑  State & County QuickFacts. United States Census Bureau. Архів оригіналу за 12 червня 2011. Процитовано 24 липня 2014.(англ.) Наведено за англійською вікіпедією.
6. ↑  American FactFinder. Бюро перепису населення США. Архів оригіналу за 21 травня 2008. Процитовано 31 січня 2008.

| США | Це незавершена стаття з географії США. Ви можете допомогти проєкту, виправивши або дописавши її. |